# Holzwespen
Die Holzwespen (Siricidae) sind eine Familie der Hautflügler (Hymenoptera) und gehören innerhalb dieser zu den Pflanzenwespen. Zusammen mit den Echten Blattwespen gelten die Holzwespen als primitive Vertreter der Hautflügler. Die Familie ist weltweit mit etwa 100 Arten verbreitet, wobei der Verbreitungsschwerpunkt in Wäldern der nördlichen gemäßigten Breiten liegt. In Europa sind 21 Arten bekannt,  davon finden sich 8 auch in Mitteleuropa. Holzwespen können nicht stechen.

## Merkmale
Die adulten Tiere erreichen für Hautflügler eine stattliche Größe; die Riesenholzwespe (Urocerus gigas) ist mit rund 40 Millimetern Körperlänge der größte Hautflügler Mitteleuropas. Männchen sind meist etwas kleiner als Weibchen, die beiden Geschlechter unterscheiden sich häufig auch in ihrer Färbung (Sexualdimorphismus). Der Körper der Holzwespen ist langgezogen und walzenförmig, das erste Tergit des Hinterleibs ist mittig geteilt. Bei beiden Geschlechtern endet der Hinterleib in einer kurzen Spitze, bei den Weibchen findet sich darüber hinaus ein sehr langer, feiner, aber kräftiger Legebohrer (Ovipositor) mit paarigen Sägeborsten, der von einer zweigeteilten Scheide umhüllt ist. Der Legebohrer entspringt jedoch durch die Vorverlagerung der bauchseitigen Hinterleibssegmente weiter vorne am Körper. Die Fühler besitzen 12 bis 30 Glieder. Die Tibien der Vorderbeine haben je nur einen Sporn, dem mittleren Beinpaar fehlen die Praeapicalsporne.
Die Larven sind gelblich-weiß gefärbt und besitzen auf Grund ihrer endophytischen Lebensweise keine Augen. Ihre Mundwerkzeuge sind hingegen an ihre Nahrung, Holz, angepasst und kräftig. Ihre Thorakalbeine sind kurz, Bauchbeine fehlen.

## Lebensweise
Die Weibchen legen ihre Eier mittels ihres Ovipositors in das Holz von Bäumen. Arten der Unterfamilie Siricinae im Holz von Nadelbäumen, die der Tremecinae im Holz von Laubbäumen. Bei der Eiablage wird der Legebohrer aus der Scheide hervorgeklappt und der Bohrer dringt meist bis zum Anschlag in das Holz ein. Während dieses Vorgangs stellen die Tiere eine leichte Beute für Fressfeinde dar. Weibchen der Blauen Fichtenholzwespe (Sirex noctilio) können beispielsweise zwischen 200 und 400 Eier in 80 bis 100 Eiröhren ablegen.
Die Larven entwickeln sich im Holz und nagen Gänge, wobei das Bohrmehl mit dem Hinterleib festgedrückt wird. Die Entwicklung dauert zwei bis vier Jahre, kann sich aber unter ungünstigen Bedingungen auch stark verlängern. Ihre Gänge können bis zu 40 Zentimeter lang werden. Sie ernähren sich jedoch nicht direkt vom Holz, sondern von holzzersetzenden Pilzen, etwa dem Blutenden Nadelholz-Schichtpilz (Stereum sanguinolentum), die von den Weibchen auf das Holz übertragen werden (Ektosymbiose). Die Oidien dieser Pilze werden in speziellen Drüsen am Abdomen des Weibchens aufbewahrt, den sogenannten Mycetangien. Die Larven verpuppen sich unterhalb der Rinde und bauen keine Puppenwiege. Nach dem Schlupf bohrt sich die Imago ins Freie.

## Systematik
Die Holzwespen werden in zwei Unterfamilien geteilt, von denen ausgewählte Arten aufgeführt sind:
- Unterfamilie Siricinae – 3 Gattungen, befallen Nadelholz. Lange, engstehende Fühler.
  - Gattung Sirex
    - Gemeine Holzwespe (Sirex juvencus)
    - Blaue Fichtenholzwespe (Sirex noctilio)

  - Gattung Urocerus
    - Riesenholzwespe (Urocerus gigas)

  - Gattung Xeris
    - Schwarze Kiefernholzwespe (Xeris spectrum)
- Unterfamilie Tremicinae – monotypisch, befallen Laubholz. Kurze, entferntstehende Fühler.
  - Gattung Tremex
    - Tremex fuscicornis

## Wirtschaftliche Bedeutung
Eine ganze Reihe von Arten treten als Schädlinge in der Forstwirtschaft und im Obstbau auf. In Australien und Südamerika wurden zudem Arten durch Pflanzenimporte des Menschen eingeschleppt. Abgelagertes, altes Holz wird jedoch nicht für die Eiablage verwendet. Die bedeutendere Schadwirkung entsteht jedoch dadurch, dass es durch die lange Entwicklungsdauer der Larven vorkommen kann, dass die Tiere aus bereits verbautem Holz schlüpfen, wobei sie sich dabei mit ihren kräftigen Mundwerkzeugen durch Lack, Verputz, Stoffbezüge und sogar Zinn- und Bleibeschichtungen durchnagen können.